# J.B.ルノア
J.B.ルノアもしくはJ.B.ラノー（J. B. Lenoir /ləˈnɔːr/ 1929年3月5日 - 1967年4月29日)はアメリカ合衆国のブルース・ギタリスト兼シンガーソングライター。1950年代から60年代にシカゴ・ブルースシーンで活躍した。シマウマ模様の衣装と高い声でショウマンとして知られ、エレキ・ギターのスタイルと社会的な歌詞が影響を与えた。 「アイゼンハワー・ブルース」、「コリア・ブルース」、「アイム・イン・コリア」、「アラバマ・ブルース」、「ベトナム・ブルース」などのプロテストソングや反戦歌で知られている。
"Len WAH"（レノワ）と発音される場合もあるが、自身は"La NOR"（ラノー）と呼んだ。イニシャル"J.B."に意味はなく、出生名（ファーストネーム）が"JB"だった。

## 来歴
ギター弾きの父にブラインド・レモン・ジェファーソンの音楽を紹介され、とりこになる。 そして昼は畑仕事、夜はギターの練習という生活で、演奏技術を磨いていった。
10代前半の1940年代初期にサニー・ボーイ・ウィリアムソンIIやエルモア・ジェームスとニューオリンズで共演。後にアーサー・ビッグ・ボーイ・クルーダップやライトニン・ホプキンスに影響を与えた。
1949年にシカゴに引っ越す。ビッグ・ビル・ブルーンジーに地元ブルースコミュニティーを紹介してもらい、ナイトクラブでメンフィス・ミニー、ビッグ・メイシオ・メリーウェザー、マディー・ウォーターズと共演し、黒人の間でその名を知られるようになっていった。
1951年、21歳の時にJ.O.B.レコードで初録音し、その後チェスレコードで録音を始める。
1950年代、J.O.B., チェス、パロット、チェッカーなどのレーベルで録音。"Let's Roll", サックスにJ. T. ブラウンを迎えた"The Mojo feat. J. T. Brown", "Eisenhower Blues" などが黒人の間で人気になった。 ところが、「アイゼンハワー・ブルース」は大統領を批判した曲だったため、政府から圧力がかかり、発禁に追い込まれてしまった（のちに歌詞を変え"Tax Paying Blues"として再発売）。朝鮮戦争を批判した"Korea Blues"はチェスレコードからの発売で、名義は'J. B. and his Bayou Boys'だった。バンドにはピアノのサニーランド・スリム、ギターのベイビーフェイス・リロイ・フォスターらがいた。他にも「コリア・ブルース」と同じく朝鮮戦争を批判した「アイム・イン・コリア」、人種差別を批判した「アラバマ・ブルース」などを発表した。
1954年に"Mamma Talk To Your Daughter"をParrotから発売し、R&Bで11位になり、後に多くカバーされた。1956年に"Don't Touch My Head!!!", 1950年代後半にチェッカーで『ドント・ドッグ・ユア・ウーマン』を録音、スタンダードになった。  
1963年、USAレコードで'J. B. Lenoir and his African Hunch Rhythm'名義でアフリカ系パーカッションを目立たせて録音。 「アイゼンハワー・ブルース」が圧力で発禁になったルノアだが、彼は弾圧で屈服するようなヤワな男ではなかった。60年代にはベトナム戦争、大統領を批判する「ベトナム・ブルース」を発表し、反骨の精神を示した。
生活が苦しく、イリノイ大学の食堂などで働いた。ウィリー・ディクスンが彼をフックアップし、ドラムのFred BelowとアルバムAlabama BluesやDown In Mississippi を録音。当時のインスピレーションは黒人の公民権運動(1955-1968)やFree Speech Movementだった。ヨーロッパをツアーし、1965年にイギリスでAmerican Folk Blues Festivalに参加した。

## 死
彼は1967年4月、38歳の時イリノイ州アーバナで交通事故にあった。3週間後、ルノアは内出血と心臓発作が原因で死亡したが事故の際、病院で充分な治療を受けられなかったことが、死亡の原因だったと言われている。

## 後世への影響
イギリスのジョン・メイオールはオマージュ歌"I'm Gonna Fight for You, J.B."や"Death of J. B. Lenoir"を書いた。
2003年のドキュメンタリー映画『ソウル・オブ・マン』（ヴィム・ベンダース監督）はマーティン・スコセッシ監督のThe Bluesシリーズの第二弾で、ルノアのほかにも、スキップ・ジェイムス、ブラインド・ウィリー・ジョンソンの生涯と作品を扱っている。
2011年、ブルースの殿堂入り。

## ディスコグラフィ
- Natural Man (1968)
- Crusade	 (1970)
- J. B. Lenoir    (1970)
- Chess Blues Masters (1976)
- Down in Mississippi (1980)
- Mojo Boogie (1980)
- Chess Masters (1984)
- Parrot Sessions, 1954-55: Vintage Chicago Blues (1989)
- His JOB Recordings 1951-1954 (1991)
- Lenoir (1991)
- J.B. Lenoir 1951-1958 (1992)
- Vietnam Blues: The Complete L&R Recording  (1995)
- One Of These Mornings  (2003)
- Live in '63 (2003)
- Martin Scorsese Presents The Blues: J.B. Lenoir (2003)
- Alabama Blues: Rare And Intimate Recordings From The Tragically Short Career Of The Great Chicago Blues Man  (2004)（"the whale has swallowed me"(クジラがおれを呑み込んだ)収録）
- If You Love Me  (2004)
- J.B. Lenoir (2004)
- Mojo: The Job/USA/Vee Jay Recordings  (2004)
- J. B. Lenoir 1955-1956  (2007)
- I Don't Know (2010)[11]
- 日本盤『ナチュラル・マン+2 J.B.ルノアー』 (2013)

## 参照/脚注
1. 1 2 3 4 5  Bill Dahl. “J.B. Lenoir”.  Allmusic. 2011年11月11日閲覧。
2. ↑  https://www.discogs.com/JB-Lenoir-Eisenhower-Blues/release/2042354
3. 1 2  “Blues Online© J.B. Lenoir”.   Physics.lunet.edu. 2013年3月10日閲覧。
4. ↑  “J.B. Lenoir @ All About Jazz”.  All About Jazz. 2013年3月10日閲覧。
5. 1 2 3  Nigel Williamson, Rough Guide to the Blues, 2007, ISBN 1-84353-519-X
6. ↑  “J. B. Lenoir Discography”.   Wirz.de. 2013年3月10日閲覧。
7. ↑  Russell, Tony (1997). The Blues: From Robert Johnson to Robert Cray. Dubai: Carlton Books Limited. pp. 133–134. ISBN 1-85868-255-X
8. ↑  Doc Rock. “The 1960s”.   The Dead Rock Stars Club. 2013年3月10日閲覧。
9. ↑  “John Mayall - The Death Of J.B. Lenoir Lyrics”.  Metrolyrics. 2013年3月10日閲覧。
10. ↑  “2011 Blues Hall of Fame Inductees”.   Blues.org. 2013年3月10日閲覧。
11. ↑   CD Universe, AMG, Amazon